# 越後はる香
越後 はる香（えちご はるか、2000年10月19日 - ）は日本の女優。
兵庫県出身。ソニー・ミュージックアーティスツに所属していた。

## 経歴
テレビドラマや映画を見るのが好きで二階堂ふみや長澤まさみに憧れて女優を志し、中学2年生のころオーディションへの応募を始める。ソニー・ミュージックアーティスツが催行するオーディション『SMAティーンズオーディション「HuAHuA」2015』に中学3年生の夏に合格して同事務所に所属する。
ソニー・ミュージックアーティスツのオーディションに中学3年時に合格
。
高校在学中に上京し、2017年11月にテレビドラマ『ブラックリベンジ』（日本テレビ系）で女優デビュー。オーディションを経て2018年6月公開の『明日にかける橋 1989年の想い出』で映画に初出演し、鈴木杏演じる主人公の少女時代を演じて注目される。同年9月放送の『ダイアリー』（NHK BSプレミアム）では菊池桃子演じる主人公の母の高校時代を好演している。
2023年4月現在、ソニー・ミュージックアーティスツの公式プロフィールが削除されている。X（旧Twitter）、Instagramの公式アカウントも閉鎖されている。

## 人物
身長は158cm。
趣味は映画鑑賞、読書、乗馬。乗馬は母と一緒に習い始め、小学3年から中学の終わりまで習っていた。
特技はチェロ、スキー。母が昔習っていたチェロが自宅にあって習い始め小学5年から高校2年まで習っていた。

## 出演

### テレビドラマ
- ブラックリベンジ 第6話（2017年11月9日、日本テレビ） - 石山綾子（中学時代） 役
- FINAL CUT 第3話（2018年1月23日、関西テレビ） - 五十嵐萌 役
- イノセント・デイズ 第2話（2018年3月25日、WOWOW） - 皐月 役
- ダイアリー（2018年9月、NHK BSプレミアム） - 宮田春海（高校時代） 役
- W県警の悲劇 第5話（2019年8月24日、BSテレ東） - 金井聡美（高校生） 役
- アオイウソ〜告白の放課後〜 第5話-9話・最終話（2021年2月9日 - 3月9日・23日、TOKYO MX） - 堀田美澄 役
- ホリミヤ 第1話・5話・最終話（2021年2月17日・3月17日・31日、MBS・TBS）

### ウェブドラマ
- 冥界喫茶ジュバック（2019年12月20日 - 22日、nogatary.com Official Youtube Channel） - ルミ 役（主演）[9]

### 映画
- 明日にかける橋 1989年の想い出（2018年6月30日） - 吉行みゆき（少女時代） 役
- 暁闇（2019年7月20日） - サキ 役

### ミュージックビデオ
- 秋山黄色「ドロシー」（2019年1月23日）